# Verwaltungsgemeinschaft Illschwang
In der Verwaltungsgemeinschaft Illschwang im Oberpfälzer Landkreis Amberg-Sulzbach, die zum 1. Mai 1978 gebildet wurde, haben sich folgende Gemeinden zur Erledigung ihrer Verwaltungsgeschäfte zusammengeschlossen:
1. Birgland, 1829 Einwohner, 62,43 km²
2. Illschwang, 2093 Einwohner, 54,22 km²

Sitz der Verwaltungsgemeinschaft ist Illschwang. Beide Teile zählen zur Metropolregion Nürnberg.
Der Schulverband Illschwang sowie die Wasserzweckverbände der Schwend-Poppberg-Gruppe und der Illschwang-Gruppe werden durch die Verwaltungsgemeinschaft verwaltet.
Der Sitz der Verwaltungsgemeinschaft Illschwang befindet sich im Rathaus in Illschwang.